# 顏延之
顏延之（384年—456年），字延年。琅邪臨沂（山東臨沂）人。顏含曾孫，東晉及南朝宋文學家，在宋官至金紫光祿大夫，與同期的文學家謝靈運合稱「顏謝」。

## 生平
顏延之年少孤貧，住在城邊陋室之中，不過他喜歡讀書，無所不覽，故他寫的文章冠絕當時。顏延之又好飲酒，不注意小節，故三十歲還未成婚，不過妹妹就嫁了給當朝重臣劉穆之的兒子。穆之既和顏家結成姻親，又聽聞他有文才，故就約他見面，打算隨後授他官位，不過顏延之沒有去。後來延之任吳國內史劉柳的行參軍及主簿，又轉豫章公世子的中軍行參軍。
義煕十二年（416年），劉裕率兵北伐後秦獲勝，朝廷進劉裕為宋公，顏延之為中軍將軍府所遣至洛陽慶賀，在路中作了兩首詩，文辭藻麗，得謝晦及傅亮欣賞。不久建劉裕受宋公爵，建宋國，延之得鄭鮮之舉為博士，後轉世子舍人。永初元年（420年），劉裕篡晉，顏延之隨轉太子舍人。後轉任尚書儀曹郎及太子中舍人。尚書令傅亮亦有文才，自負的顏延之卻不肯在其之下，令傅亮相當不滿；同時，廬陵王劉義真就禮待延之，這令得一直和義真不和的徐羨之等人認為延之向廬陵王靠隴。宋少帝即位後，延之當正員郎，兼中書，不久轉員外常侍，外任始安太守。當時謝晦就以西晉時荀勗忌阮咸音律之學勝過自己而將他外貶為始平太守一事和他相比，殷景仁也說：「所謂俗惡俊異，世疵文雅。」
元嘉三年（426年），宋文帝誅除徐羨之、傅亮及謝晦三位權臣，徵顏延之為中書侍郎，不久再轉太子中庶子，後又領步兵校尉，相當親遇。不過由於顏延之好飲酒、行為放縱的缺點，沒能得當時人接受，而他看見劉湛及殷景仁專掌機要之位也心有不滿，常常說：「天下之務，當與天下共之，豈一人之智所能獨了。」不滿之情溢於言表，就得罪了居重權要位官員。劉湛就是劉柳的兒子，顏延之一次就和他說：「吾名器不升，當由作卿家吏耳。」這令劉湛十分憤恨，於是藉彭城王劉義康的權力將他貶為永嘉太守。顏延之對此怨憤不已，以竹林七賢作《五君詠》自況，劉湛及劉義康知後大怒，想將他貶到更遠的郡，只是由宋文帝阻止才改為於家中自省。不過顏延之接著七年都不問世事，不過中書令王球就與顏延之交好，多次出錢資助延之。
元嘉十三年（436年），晉恭帝皇后褚靈媛去世，褚湛之決定下葬時送行的官員都當在義熙元年拜官，故此就請顏延之以兼侍中身分出席。不過接到書札的延之因著酒醉，將書札丟在地上，說：「顏延之未能事生，焉能事死。」竟沒有去。元嘉十七年（440年）劉湛等被誅殺後，延之再度任官，先任始興王後軍議參軍和御史中丞，不過任內從容，沒作出舉奏。後轉國子祭酒、司徒左長史。不過就因買別人的田地而不肯賠償田地價值而遭尚書左丞荀赤松彈劾，免官歸宅。不過後來又任秘書監，光祿勳及太常等官。可是，顏延之的性格始終無法讓眾人接受，當時的人並不喜歡他，還稱他為「顏虎」；而他亦在元嘉三十年（453年）退休。
退休同年，太子劉劭弒文帝即位，以延之為光祿大夫。劉劭不久為討伐他的宋孝武帝消滅，孝武帝即位後又以延之為金紫光祿大夫，領湘東王師。孝建三年（456年），顏延之去世，享年七十三歲，獲加贈散騎常侍、特進。諡為憲子。

## 性格特徵
- 顏延之有辯才。當日以儒學見稱，隱居廬山的隱士周續之應徵召到建康開立學館，並得宋武帝親臨，顏延之受命去問《禮記》「傲不可長」「與我九齡」及「射於矍圃」三義[2]，續之以精巧文辭解答，而延之則多次以簡要的語句反駁續之。宋武帝接著又讓延之解釋自己的理解，說話簡約而有理，人們都覺得他說得好。延之長子顏竣支持孝武帝討伐劉劭，並親手寫了檄文，檄文傳到劉劭手中時，延之就被召受質問，劉劭問：「此筆誰造？」延之答：「竣之筆也。」劭追問：「何以知之?」延之答：「竣筆體，臣不容不識。」劉劭又問：「言辭何至乃爾？」延之又答：「竣尚不顧老臣，何能為陛下。」劉劭聽後也再沒有怪罪延之為意了。

- 好酒任誕是顏延之不為主流所喜的原因，不過顏延之並未因而轉變。宋文帝曾召顏延之，但延之因為平時酒醉裸身唱歌，都不應派去傳詔的人，最終要待酒醒才應召。而一次文帝問及延之諸子的才能，他說：「竣得臣筆，測得臣文，㚟得臣義，躍得臣酒。」何尚之就嘲諷道：「誰得卿狂？」延之卻答:「其狂不可及。」又一次延之醉著去見當值的何尚之，尚之見了他就裝睡，延之就拉開床簾凝望尚之，說：「朽木難彫。」尚之於是對身邊人說：「此人醉甚可畏。」[3]
- 延之性格偏激，不但批評劉湛和殷景仁獨居權要，亦曾乘酒醉批評文帝及眾臣都親近的僧人釋慧琳。他肆意直言，說話不婉轉迴避，令大家都很不喜歡他，不過他為人儉約，不營財利，平時都是穿布衣，吃粗糧，到郊野獨個兒飲酒，只要自己舒服就可旁若無人。後來兒子顏竣得到孝武帝重用，但延之還是不肯接受兒子富貴後給他的東西，還是用以往的衣服、房子和牛車。看見顏竣出行的隨行隊都躲在道側迴避，更曾對顏竣說:「平生不喜見要人，今不幸見汝。」

- 東晉知名詩人陶淵明為其好友，其死後，顏延之為之做誄文《陶徵士誄》。[4]

## 為文
其文與謝靈運俱以詞彩齊名，世稱「顏謝」。他的作品有雕琢藻飾與喜用古事的弊病，許嵩《建康實錄》卷十四載顏延之文思敏捷而不如謝靈運自然。鍾嶸评价他说：「宋光祿大夫顏延之，其源出於陸機，尚巧似。體裁綺密，情喻淵深，動無虛散，一字一句，皆致意焉。又喜用古事，彌見拘束，雖乖秀逸，是經綸文雅才。」鮑照一直不喜欢他，嘲笑他作文章「鋪錦列繡，雕繢滿眼」，湯惠休說他的詩「如錯彩鏤金」，都是對於過度藻飾的批評。

## 逸事
- 顏延之有一個愛姬，沒有她就寢食難安，不過愛姬就恃著延之的寵愛，一次就弄得延之滾下床受傷，顏竣聞訊便將她殺了。不過延之在其死後十分悲痛，還常常坐在其靈前說：「貴人殺汝，非我殺汝。」顏延之冬至日又去靈前哭愛姬，不過突然看見有妾推倒屏風要壓他，嚇得他墮地，由此發病去世。

## 子女
- 顏竣，東揚州刺史，初得宋孝武帝重用，但日漸疏遠，終在劉誕叛亂時被誣殺。
- 顏測，大司徒錄事參軍，早卒。
- 顏㚟
- 顏躍

## 延伸阅读
[在维基数据编辑]
 在维基文库阅读此作者作品
 《宋書·卷73》，出自沈约《宋书》
 《南史/卷34》，出自李延壽《南史》